# Formel von Ascoli
Die Formel von Ascoli (englisch formula of Ascoli) ist eine mathematische Formel, die auf eine von dem italienischen Mathematiker Guido Ascoli im Jahre 1932 vorgelegte Arbeit zurückgeht und im Übergangsfeld zwischen den Gebieten Funktionalanalysis und Geometrie angesiedelt ist. Sie liefert eine Beschreibung des Abstandes zwischen einem Raumpunkt und einer gegebenen affinen Hyperebene in einem reellen normierten Raum.

## Darstellung der Formel
Die Formel lässt sich folgendermaßen angeben:
Gegeben seien ein normierter {\displaystyle \mathbb {R} }-Vektorraum {\displaystyle X} und sein Dualraum {\displaystyle X^{*}} der reellwertigen stetigen linearen Funktionale, wobei sowohl die Norm von {\displaystyle X} als auch die Operatornorm von {\displaystyle X^{*}} mit {\displaystyle {\|\cdot \|}} bezeichnet sein sollen. Weiter gegeben sei eine affine Hyperebene {\displaystyle H\subset X}, wobei {\displaystyle H=\{x\in X\mid u^{*}(x)=\alpha \}} gelten soll mit einer reellen Zahl {\displaystyle \alpha } und einem Funktional {\displaystyle u^{*}\in {X^{*}\setminus \{0\}}} .
Dann berechnet sich für einen beliebigen Raumpunkt {\displaystyle a\in X} der Abstand {\displaystyle d(a,H)=\inf _{h\in H}{\|h-a\|}} zwischen ihm und der Hyperebene nach der Formel
{\displaystyle d(a,H)={\frac {|u^{*}(a)-\alpha |}{\|u^{*}\|}}}.

### Direkter Beweis
Anschließend an die Darstellung in der Monographie von Ivan Singer lässt sich ein direkter Beweis in folgender Weise führen:
Zunächst ist für beliebiges {\displaystyle h\in H}
{\displaystyle u^{*}(h)=\alpha }
und damit – aufgrund der Eigenschaften der Operatornorm –
{\displaystyle |u^{*}(a)-\alpha |=|u^{*}(a-h)|\leq \|u^{*}\|\cdot \|a-h\|}
und daher
{\displaystyle \|h-a\|\geq {\frac {|u^{*}(a)-\alpha |}{\|u^{*}\|}}}.
Also gilt die Ungleichung
{\displaystyle d(a,H)\geq {\frac {|u^{*}(a)-\alpha |}{\|u^{*}\|}}}.
Zum Beweis der umgekehrten Ungleichung stellt man in Rechnung, dass – wiederum aufgrund der Eigenschaften der Operatornorm – die Beziehung
{\displaystyle 0<{\|u^{*}\|}=\sup _{x\in X\;,\;\|x\|=1}{|u^{*}(x)|}}
besteht, und somit für jede reelle Zahl {\displaystyle r} mit {\displaystyle 0<r<\|u^{*}\|} stets ein {\displaystyle x_{r}\in X} mit {\displaystyle \|x_{r}\|=1} und {\displaystyle |u^{*}(x_{r})|>\|u^{*}\|-r} gegeben ist.
Hierfür wird
{\displaystyle h_{r}:=a-{\frac {u^{*}(a)-\alpha }{u^{*}(x_{r})}}\cdot x_{r}}
gesetzt. Offenbar ist {\displaystyle h_{r}\in H} und dabei
{\displaystyle d(a,H)\leq \|h_{r}-a\|=|{\frac {u^{*}(a)-\alpha }{u^{*}(x_{r})}}|\cdot 1={\frac {|u^{*}(a)-\alpha |}{|u^{*}(x_{r})|}}<{\frac {|u^{*}(a)-\alpha |}{\|u^{*}\|-r}}}.
Durch Grenzübergang {\displaystyle r\to 0} gewinnt man schließlich
{\displaystyle d(a,H)\leq {\frac {|u^{*}(a)-\alpha |}{\|u^{*}\|}}}.
Das beweist die Formel.

## Hintergrund
Die Ascoli'sche Formel lässt sich ebenfalls aus dem sogenannten Dualitätssatz der linearen Approximationstheorie (englisch duality theorem of linear approximation theory) gewinnen, der folgendes besagt:
Seien {\displaystyle X}, {\displaystyle X^{*}} und {\displaystyle \|\cdot \|} gegeben wie oben.
Seien weiter ein Untervektorraum {\displaystyle V\subseteq X} gegeben sowie ein Raumpunkt {\displaystyle a\in X}.
Dabei sei {\displaystyle V^{\perp }=\{x^{*}\in X^{*}\mid \forall v\in V\colon x^{*}(v)=0\}} das orthogonale Komplement von {\displaystyle V} in {\displaystyle X^{*}}.

Dann gilt für den Abstand {\displaystyle d(a,V)=\inf _{v\in V}{\|v-a\|}} zwischen Raumpunkt und Untervektorraum die Formel
{\displaystyle d(a,V)=\max _{x^{*}\in V^{\perp }{\text{ und }}\|x^{*}\|\leq 1}{x^{*}(a)}}.

## Erläuterungen und Anmerkungen
- Die Fragestellung, die der Formel von Ascoli zu Grunde liegt, ist eng verwandt mit dem in der Analytischen Geometrie im Zusammenhang mit der Hesse'schen Normalform gestellten Problem, wie man den euklidischen Abstand eines Punktes von einer Geraden im {\displaystyle {\mathbb {R} }^{2}} beziehungsweise von einer Ebene im {\displaystyle {\mathbb {R} }^{3}} berechnet.
- Ist oben {\displaystyle u^{*}(h_{0})=\alpha } für einen Raumpunkt {\displaystyle h_{0}\in H}, so berechnet sich der in der Ascoli'schen Formel behandelte Abstand auch nach der Formel {\displaystyle d(a,H)={\frac {|u^{*}(a-h_{0})|}{\|u^{*}\|}}}.[4]
- Einem allgemeinen Lehrsatz des Mathematikers Werner Fenchel zufolge existiert das im obigen Dualitätssatz der linearen Approximationstheorie auftretende Maximum stets.[6]

## Beispielrechnung
Zum reellen Vektorraum {\displaystyle {\mathbb {R} }^{3}=\{(x_{1},x_{2},x_{3})\mid x_{1},x_{2},x_{3}\in \mathbb {R} \}} soll für den Raumpunkt {\displaystyle a=(1,2,3)} und den Operator {\displaystyle u^{*}:(x_{1},x_{2},x_{3})\mapsto x_{1}+3x_{2}+x_{3}} sowie die zugehörige Ebene {\displaystyle H=\{(x_{1},x_{2},x_{3})\in {\mathbb {R} }^{3}\mid x_{1}+3x_{2}+x_{3}=1\}} nach wechselnder Norm {\displaystyle \|\cdot \|} innerhalb {\displaystyle X=({\mathbb {R} }^{3},{\|\cdot \|})} der Abstand {\displaystyle d(a,H)} berechnet werden. Dabei soll diese Norm nacheinander die euklidische Norm {\displaystyle \|\cdot \|_{2}}, die Summennorm {\displaystyle \|\cdot \|_{1}} und die Maximumsnorm {\displaystyle \|\cdot \|_{\max }} sein. 
Man erhält dazu die folgenden Abstände:
(a) Für {\displaystyle \|\cdot \|=\|\cdot \|_{2}}: 
{\displaystyle d(a,H)={\frac {|1\cdot 1+3\cdot 2+1\cdot 3-1|}{\sqrt {1+3^{2}+1}}}={\frac {9}{\sqrt {11}}}}
(b) Für {\displaystyle \|\cdot \|=\|\cdot \|_{1}}:
{\displaystyle d(a,H)={\frac {9}{1+3+1}}={\frac {9}{5}}}
(c) Für {\displaystyle \|\cdot \|=\|\cdot \|_{\max }}:
{\displaystyle d(a,H)={\frac {9}{\max\{1,3,1\}}}={\frac {9}{3}}}
(d) Für {\displaystyle \|\cdot \|=\|\cdot \|_{7}}:
{\displaystyle d(a,H)={\frac {9}{\left(1+3^{\frac {7}{6}}+1\right)^{\frac {6}{7}}}}}

## Hinweise
1. ↑  {\displaystyle |\cdot |} ist die reelle Betragsfunktion.
2. ↑  Zu beachten ist hierbei, dass hier die im Nenner auftretende Norm von {\displaystyle u^{*}} jeweils die Operatornorm von {\displaystyle X^{*}} ist, die ja ebenfalls Bezeichnung  {\displaystyle \|\cdot \|} hat.
3. ↑  Bei {\displaystyle p=7} gilt ja  {\displaystyle \,{\frac {1}{7}}+{\frac {6}{7}}=1\,}.